# Refrancore
Refrancore (piemontiul: Ël Francó vagy Arfrancor) település Olaszországban, Piemont régióban, Asti megyében. Lakosainak száma 1574 fő (2023. január 1.). Refrancore Castagnole Monferrato, Montemagno Monferrato, Quattordio, Asti, Castello di Annone és Viarigi községekkel határos.

## Népesség
A település lakossága az elmúlt években az alábbi módon változott:
| Lakosok száma | 1563 | 1564 | 1574 |
|               | 2017 | 2018 | 2023 |